# Periphanes cora
Periphanes cora is een vlinder uit de familie uilen (Noctuidae). De wetenschappelijke naam is voor het eerst geldig gepubliceerd in 1837 door Eversmann.
De soort komt voor in Europa.